# Matvéi Skóbelev
Matvéi Ivánovich Skóbelev (en ruso: Матве́й Ива́нович Ско́белев, Bakú, 9 de noviembre de 1885-Moscú, 29 de julio de 1938) fue un político y revolucionario marxista ruso, miembro de la fracción menchevique del Partido Obrero Socialdemócrata de Rusia, que fungió como ministro de Trabajo en el Gobierno Provisional Ruso.

## Seguidor de Trotski en Viena (1908–1912)
Skóbelev nació en una familia acomodada de Bakú; era hijo de un empresario petrolero. Se afilió al Partido Obrero Socialdemócrata de Rusia en 1903 y trabajó como organizador del partido en su ciudad natal hasta 1906. Tras la Revolución de 1905, en 1907, marchó al extranjero a estudiar en la universidad politécnica de Viena. Durante su estancia en esta, forjó amistad con León Trotski, al que ayudó a editar el periódico Pravda entre 1908 y 1912, que se publicaba cada dos semanas —siempre que el dinero lo permitía—. Skóbelev y otro de los editores, Adolf Iofe, ambos provenientes de familias acomodadas, financiaron la publicación. Skóbelev era por entonces el colaborador predilecto de Trotski y trabajaba como secretario del periódico, junto con otros socialistas que más tarde se destacaron durante el periodo revolucionario o soviético somo Moiséi Uritski o David Riazánov. Aún en 1917, cuando ingresó en el Gobierno Provisional Ruso como ministro, consideraba a Trotski su «querido maestro», aunque para entonces discrepaban en el análisis político de la situación.

## Diputado en la Duma (1912–1917)
En el verano de 1912, Skóbelev regresó a su Cáucaso natal y resultó elegido a la cuarta Duma (1912–1917) por los socialdemócratas, como representante de Bakú. Influido pronto por el presidente de la fracción socialdemócrata de las Cortes, el menchevique Nikolái Chjeidze, le respaldó en la disputa entre este y los dirigentes bolcheviques en el exilio (Lenin, Grigori Zinóviev y Lev Kámenev) que en 1912–1913 trataban de escindir la fracción y crear una exclusivamente bolchevique. Tras la ruptura de la fracción a mediados de 1913, Skóbelev y Chjeidze marcharon a Londres para asistir a la reunión del 1 de diciembre del Buró Socialista Internacional para tratar de que este presionase a los diputados bolcheviques para que mantuviesen la unidad de la fracción parlamentaria, maniobra que fracasó. Cuando estalló la Primera Guerra Mundial, tanto Skóbelev como Chjeidze apoyaron la participación rusa, sin dejar por ello de criticar la política interior del Gobierno zarista y de su gestión del conflicto.

## Dirigente revolucionario y ministro de Trabajo (1917)

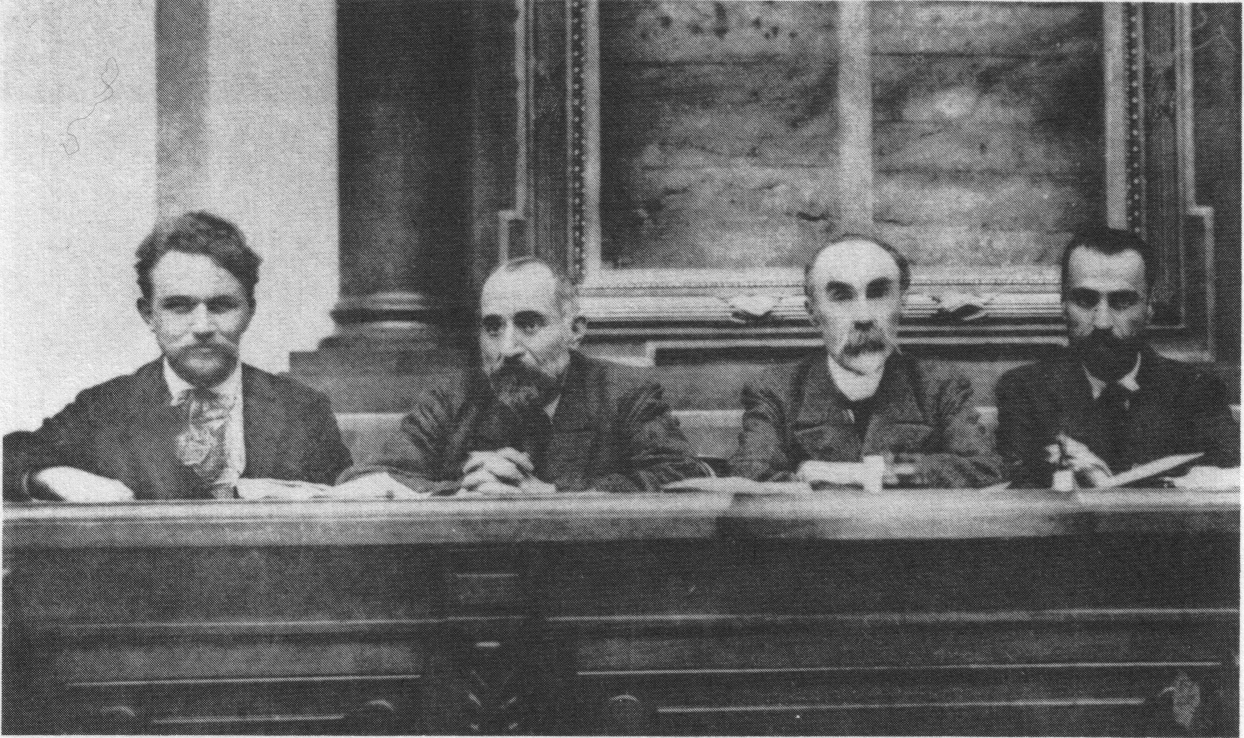
Presidencia del Primer Congreso Soviético en junio de 1917. De izquierda a derecha: Skóbelev, Nikolái Chjeidze, Gueorgui Plejánov e Irakli Tsereteli.

Durante la Revolución de Febrero de 1917, Skóbelev y Nikolái Chjeidze, ambos diputados mencheviques de la Duma, formaron parte del primer comité ejecutivo del Sóviet de Petrogrado. En la reunión de la noche del 27 de febrerojul./ 12 de marzogreg., se le nombró vicepresidente del comité ejecutivo del sóviet de la capital —junto a Aleksandr Kérenski—, mientras que Chjeidze se convirtió en su presidente. El 7 de marzojul./ 20 de marzogreg., se convirtió en uno de los primeros cinco miembros del comité de enlace entre el sóviet y nuevo Gobierno Provisional Ruso para coordinar las medidas políticas que se iban a aplicar; fue uno de los partidarios de la cooperación con el Consejo de Ministros, frente a aquellos que propugnaban la presión como método de obtener las reformas deseadas. El piso de Skóbelev se convirtió en el lugar de las reuniones informales de los dirigentes del comité ejecutivo del Sóviet de Petrogrado que lo controlaban en la práctica —conocido por sus críticos como la «cámara estrellada»—.
Formó parte de la delegación del Sóviet que trató las reformas militares —incluida la Orden número 1— con el ministro de Defensa, Aleksandr Guchkov. Durante la crisis de abril, fue uno de los observadores enviados por el sóviet capitalino a investigar la situación en las calles de la capital durante la ola de protestas que surgieron esos días. Suya fue la propuesta, adoptada por el comité ejecutivo, de que la guarnición de la capital no obedeciese la órdenes gubernamentales que no hubiesen obtenido antes la aprobación del sóviet, una vez que se conoció el intento del general Lavr Kornílov de desplegar unidades en auxilio del Gobierno. Se mostró favorable al «defensismo revolucionario», propugnado por Tsereteli. Al final la crisis, defendió el respaldo del sóviet al «préstamo por la libertad» que el Gobierno requería para cubrir sus gastos bélicos, debido a que confiaba en que el sóviet controlaba ya al gabinete.
Cuando los mencheviques ingresaron en el Gobierno en mayo, se nombró a Skóbelev ministro de Trabajo, a pesar de sus reticencias iniciales. Junto a él ingresaron otros cinco socialistas, entre ellos Irakli Tsereteli, el otro ministro menchevique. Fue el encargado, el 5 de mayojul./ 18 de mayogreg., de solicitar al sóviet el beneplácito para el ingreso de los ministros socialistas en el Consejo de Ministros del primer Gobierno de coalición —que obtuvo por amplísima mayoría— y de exponer el programa reformista y defensista ingeniado por Tsereteli. Los mencheviques habían aprobado un ambicioso plan de reformas laborales que incluían la libertad de asociación, el seguro social, la implantación de una inspección de trabajo, de un sistema de oficinas de empleo y de juntas de arbitraje; la aprobación de un salario mínimo, de la jornada laboral de ocho horas y del seguro de desempleo. Aunque Skóbelev moderó las aspiraciones del partido, prometió al poco de tomar posesión como ministro implantar la jornada laboral de ocho horas, permitir la organización de los trabajadores para la defensa de sus intereses y transformar radicalmente la situación laboral en Rusia. Como el resto de ministros socialistas, pasó de comparecer a menudo ante el sóviet al comienzo de la coalición a rechazar aparecer ante él cuando el Gobierno empezó a rechazar las propuestas de este y a cuestionarse la actuación de aquellos tanto en el sóviet como en el propio partido menchevique. Junto a Tsereteli, trató de impedir la aplicación de la resolución de la conferencia del partido de mayo que exigía que ambos respondiesen de sus actividades como ministros ante el partido, si bien se mostró dispuesto a informar de ellas periódicamente.
El 23 de mayojul./ 5 de juniogreg., Skóbelev y Tsereteli alcanzaron un pacto con los levantiscos marinos de Kronstadt que, acaudillados por los bolcheviques Fiódor Raskólnikov y Semión Roshal, habían fundado la «república de Kronstadt». El acuerdo evitó el enfrentamiento de la base naval con el Gobierno provisional. Desde el comienzo del periodo revolucionario, se había especializado en el tratamiento de situaciones conflictivas tanto en fábricas como en cuarteles. El 22 de mayojul./ 4 de juniogreg., participó junto con Tsereteli y Kérenski en la infructuosa reunión con los representantes socialistas de los países aliados en la que se intentó recabar el apoyo de estos a una conferencia socialista internacional para tratar el fin de la guerra mundial.
Se le nombró también vicepresidente del Comité Ejecutivo Central de Todas las Rusias durante el Primer Congreso Soviético de junio de 1917. Participó en el III Congreso Sindical, que se inauguró el 21 de juniojul./ 4 de juliogreg.; como el resto de representantes de los socialistas con tareas gubernamentales, aconsejó moderación en las exigencias laborales debido a la crisis económica causada por la guerra.
A las dos semanas de ingresar en el Consejo de Ministros, sus desavenencias con el ministro de Comercio, Aleksandr Konoválov sobre la legislación social y el control gubernamental de la industria propuestos por Skóbelev llevaron a la dimisión de Konoválov. En julio, cuando Tsereteli abandonó el gabinete tras una nueva crisis de Gobierno, Skóbelev permaneció como ministro. Era ya el único ministro menchevique en un Gobierno con apenas cinco ministros socialistas de un total de quince, el menos inclinado de los formados hasta entonces a aplicar las reformas sociales y políticas esperadas por la mayoría de la población. Solicitó a los sindicatos que dejasen en manos del Gobierno las nuevas medidas de regulación laboral y que, aunque participasen en los nuevos organismos creados con este fin, se mantuviesen en minoría.
Cada vez más, el ministerio que presidía fue involucrándose en las disputas laborales tratando de mediar entre el empresariado y los trabajadores rusos, haciendo creciente hincapié en la necesidad de concesiones por parte de estos. La participación cada vez mayor del ministerio en los conflictos laborales, su insistencia en que sus arbitrajes fuesen inapelables y en la necesidad de concesiones obreras dieron la impresión al proletariado de que los mencheviques, que dirigían el ministerio y contaban a menudo con amplia experiencia en asuntos laborales, habían abandonado la defensa de sus intereses. Para muchos trabajadores, parecían haberse convertido en los guardianes del Estado burgués. Su ministerio medió en los conflictos que parecían amenazar la producción militar o la economía en general; si bien al principio eran a menudo los propios trabajadores los que solicitaban la intercesión del ministerio, esto fue cambiando a lo largo del verano. Ya en su informe al Primer Congreso Soviético, Skóbelev afirmó que el ministerio había arbitrado en cien de los quinientos cincuenta y siete casos que se le habían presentado y que gran parte del trabajo del ministerio se había tenido que dedicar a esta tarea. Esto se debió de manera directa a la asunción de responsabilidades gubernamentales del partido al ingresar en el primer Gobierno de coalición. De representar los intereses de los trabajadores, los mencheviques tuvieron que empezar a defender los intereses «nacionales». Aunque al principio la mayoría de los conflictos en los que intervino el ministerio se resolvieron rápidamente, esta situación fue cambiando según avanzaba el verano; la frustración de los trabajadores con el papel de los mencheviques aumentó. A pesar de que Skóbelev trató de imponer el arbitraje ministerial, carecía de medios para obligar a los trabajadores a aceptarlo, más allá de la autoridad moral de los políticos socialistas. A mediados del verano, Skóbelev abandonó el equilibrio entre la defensa de las exigencias obreras y el llamamiento a la moderación de estas y adoptó claramente favorable a esta última. Estos llamamientos, limitados a los trabajadores y no a los industriales, dieron la impresión a algunos de que Skóbelev había capitulado ante los empresarios, si bien en realidad se debían a los esfuerzos de este y del resto de los mencheviques al frente del ministerio por restringir la reivindicaciones obreras a lo que creían que eran los escasos recursos disponibles del país. En la tercera conferencia sindical de mediados del verano, indicó claramente que Rusia se hallaba agotada y que «carecía de los recursos para llevar a cabo una mejora real o destacable en las condiciones de vida de los trabajadores». Durante el congreso soviético de principios del verano, declaró, refiriéndose a la posibilidad de satisfacer las exigencias obreras:

Circunscritos a estos límites es posible mejorar vuestra situación económica pero más allá de ellos se hallan los intereses del Estado, los del conjunto. No podemos, como veladores de los intereses estatales, permitir su destrucción y por ello insistimos abiertamente en decir: "¡moderad vuestras exigencias!"

Como parte del Gobierno y supuestos representantes de los trabajadores, se les encomendó a los mencheviques la tarea de tratar de imponer a estos los sacrificios que el gabinete fue incapaz de imponer a la clase burguesa. Su llamamiento a la moderación del 28 de juniojul./ 11 de juliogreg. en medio de la crisis económica y el enconamiento de los conflictos laborales en la industria fue uno de los factores, junto con el asalto gubernamental a los anarquistas que habían ocupado villa Durnovo en Petrogrado y el comienzo de la Ofensiva Kérenski, que aceleraron la radicalización de la actitud obrera en la capital durante la primera mitad del verano. Según avanzó este, su ministerio quedó cada vez más acosado por las necesidades y exigencias de los trabajadores, muy afectados por los conflictos laborales, la crisis económica general y, a finales del periodo, por un notable aumento del precio de los alimentos, y las de los empresarios, que creían que no defendía suficientemente la propiedad y la producción industrial. Sus esfuerzos por impedir los aumentos salariales con el fin de no reducir aún más las reservas financieras del Estado y no desencadenar reivindicaciones en otros sectores fueron mal recibidos por los trabajadores. Su ministerio fracasó además en sus intentos de legislar el derecho de huelga, que rechazó el Consejo de Ministros.
Preocupado por la reducción de la productividad y presionado por los industriales, publicó dos circulares a finales del verano en las que criticaba las actividades de los comités fabriles, que fueron mal recibidas por los trabajadores: la del 22 de agostojul./ 4 de septiembregreg. en la que recordaba a los comités que carecían de competencia sobre asuntos relativos a la producción —potestad de las conferencias fabriles regionales—, y la del 28 de agostojul./ 10 de septiembregreg., en la que recordó a los inspectores fabriles y a los comisarios que los comités de fábrica solo podían reunirse fuera del horario laboral. Emitidas en un momento en la que los trabajadores deseaban ampliar las actividades de los comités fabriles, hicieron que aquellos se alejasen aún más de las posiciones defendidas por los socialistas moderados.
A pesar del fracaso de la conferencia democrática de principios del otoño, siguió defendiendo, junto a Tsereteli, el mantenimiento de la coalición social-burguesa como única alternativa política viable.
Después de dimitir del gabinete en septiembre de 1917, el Comité Ejecutivo Central (VTSIK) le nombró su representante en la conferencia interaliada (7 de septiembrejul./ 20 de septiembregreg.) que se preparaba en París; su participación se frustró por la toma del poder de los bolcheviques en la Revolución de Octubre semanas más tarde. Para entonces, los Aliados —empeñados en continuar la guerra hasta la victoria y no en negociar la paz— ya habían rechazado tanto la propuesta de paz presentada por el VTSIK como a Skóbelev como representante ruso a la conferencia.

## Periodo posrevolucinario (1918–1938)
Contrario al régimen bolchevique, se mudó a su ciudad natal en 1919, entonces parte de la República Democrática de Azerbaiyán independiente. Después de la victoria bolchevique en la guerra civil y de la anexión de Azerbaiyán en 1920, se instaló en París. Una vez instaurada la Nueva Política Económica que liberalizó parcialmente la economía soviética, se reconcilió con el régimen e ingresó en partido bolchevique en 1922, a pesar de la oposición de Trotski. A finales de año, trabajó para facilitar las relaciones comerciales franco-soviéticas, enviado a París por el Gobierno de Moscú. En 1925 volvió a la URSS, donde trabajó en el sistema de comercio exterior. Fue arrestado en 1937 por orden de Nikolái Yezhov y ajusticiado en julio de 1938 durante la Gran Purga. Rehabilitado en 1957.